# Fyter Fest (2019)
Fyter Fest (2019) – gala wrestlingu wyprodukowana przez federację i dla zawodników All Elite Wrestling (AEW). Odbyła się 29 czerwca 2019 w Ocean Center w Daytona Beach w stanie Floryda, równolegle z wydarzeniem ze świata gier – Community Effort Orlando (CEO). Emisja była przeprowadzana na żywo przez serwis strumieniowy B/R Live w Ameryce Północnej za darmo oraz w systemie pay-per-view na całym świecie. Była to pierwsza gala w chronologii cyklu Fyter Fest. Nazwa gali odnosiła się prześmiewczo do oszukańczego Festiwalu Fyre.
Na gali odbyło się dziewięć walk, w tym trzy podczas pre-show Buy In. W walce wieczoru, Jon Moxley pokonał Joeya Janelę w Unsanctioned matchu. W innych ważnych walkach, The Elite (Kenny Omega, Matt Jackson i Nick Jackson) pokonali Lucha Brothers (Pentagóna Jr. i Reya Fénixa) i Laredo Kida w six-man tag team matchu, oraz Cody i Darby Allin walczyli do końca limitu czasowego.

## Produkcja
Fyter Fest oferowało walki profesjonalnego wrestlingu z udziałem wrestlerów należących do federacji All Elite Wrestling. Oskryptowane rywalizacje (storyline’y) kreowane są podczas odcinków serii Being The Elite i The Road to Fyter Fest. Wrestlerzy są przedstawieni jako heele (negatywni, źli zawodnicy i najczęściej wrogowie publiki) i face’owie (pozytywni, dobrzy i najczęściej ulubieńcy publiki), którzy rywalizują pomiędzy sobą w seriach walk mających budować napięcie. Kulminacją rywalizacji jest walka wrestlerska lub ich seria.

### Rywalizacje
Na Being the Elite pokazano, że Joey Janela zmierzył się z Jonem Moxleyem zaraz po debiucie tego ostatniego na Double or Nothing. Podczas odcinka Janela śmiał się z Moxleya i zapalił papierosa. Moxley wziął papierosa, wypalił trochę i dmuchnął dymem w twarz Janeli, zanim wyszedł. Kilka dni później ustalono walkę pomiędzy nimi na Fyter Fest. Tuż przed galą stypulacja walki została zmieniona na Unsanctioned match.
Na Double or Nothing, pas AEW World Championship został odsłonięty przez wrestlingową legendę Breta Harta. Hart wyciągnął Adama Page’a, który wygrał Casino Battle Royale na pre-show Buy In, aby walczyć o tytuł (później potwierdzone na All Out). Przerwał im MJF, który szydził z Harta i Page’a. Page zaatakował MJF-a, który się wycofał. Gdy MJF próbował opuścić arenę, skonfrontował się z Jungle Boyem i Jimmym Havocem. Page, Jungle Boy i Havoc następnie zaatakowali MJF-a. W humorystycznych segmentach Being The Elite Page chciał walki z MJF-em na Fyter Fest, ale został źle zrozumiany i walki odpowiednio z Jungle Boyem i Havocem były promowane, aż w końcu ogłoszono, że Page, Jungle Boy, Havoc i MJF zmierzą się w Four-Way matchu na gali.
Podczas pre-show CEOxNJPW w czerwcu 2018, organizator CEO Alex Jebailey pokonał Michaela Nakazawę. Na Being The Elite rok później, rewanż między nimi został zaplanowany na Fyter Fest i jako Hardcore match.
Przed galą ogłoszono, że Best Friends (Chuck Taylor i Trent Beretta), SoCal Uncensored (reprezentowani przez Frankiego Kazariana i Scorpio Skya) oraz Private Party (Isiah Kassidy i Marq Quen) zmierzą się w Three-Way Tag Team matchu na pre-show Fyter Fest, w którym zwycięska drużyna zawalczy 31 sierpnia na All Out, aby mieć szansę na bycie w drugiej rundzie turnieju o AEW World Tag Team Championship.

## Wyniki walk
| Nr                                                                   | Wyniki | Stypulacje | Czas  |
| -------------------------------------------------------------------- | --- | --- | ----- |
| 1P                                                                   | Best Friends (Chuck Taylor i Trent Barreta) pokonali SoCal Uncensored (Scorpio Sky i Frankiego Kazariana) oraz Private Party (Isiaha Kassidy’ego i Marqa Quena) | Three-way tag team match Zwycięzcy będą walczyli na All Out o bycie w drugiej rundzie turnieju o AEW World Tag Team Championship. | 16:00 |
| 2P                                                                   | Allie pokonała Levę Bates (z Peterem Avalonem) | Singles match | 8:50  |
| 3P                                                                   | Michael Nakazawa pokonał Alexa Jebaileya | Hardcore match | 9:30  |
| 4                                                                    | Cima pokonał Christophera Danielsa | Singles match | 9:40  |
| 5                                                                    | Riho pokonała Yukę Sakazaki i Nylę Rose | Three-way match | 12:30 |
| 6                                                                    | Adam Page pokonał Jimmy’ego Havoca, Jungle Boya (z Luchasaurusem) i MJF-a                                                                                       | Four-way match | 10:50 |
| 7                                                                    | Cody (z Brandi Rhodes) i Darby Allin walczyli do końca limitu czasowego                                                                                         | Singles match | 20:00 |
| 8                                                                    | The Elite (Kenny Omega, Matt Jackson i Nick Jackson) pokonali Lucha Brothers (Pentagóna Jr. i Reya Fénixa) i Laredo Kida                                        | Six-man tag team match | 20:50 |
| 9                                                                    | Jon Moxley pokonał Joeya Janelę | Unsanctioned match | 20:00 |
| (c) – mistrz/mistrzyni przed walkąP – walka miała miejsce w pre-show | | |       |